# Konshens

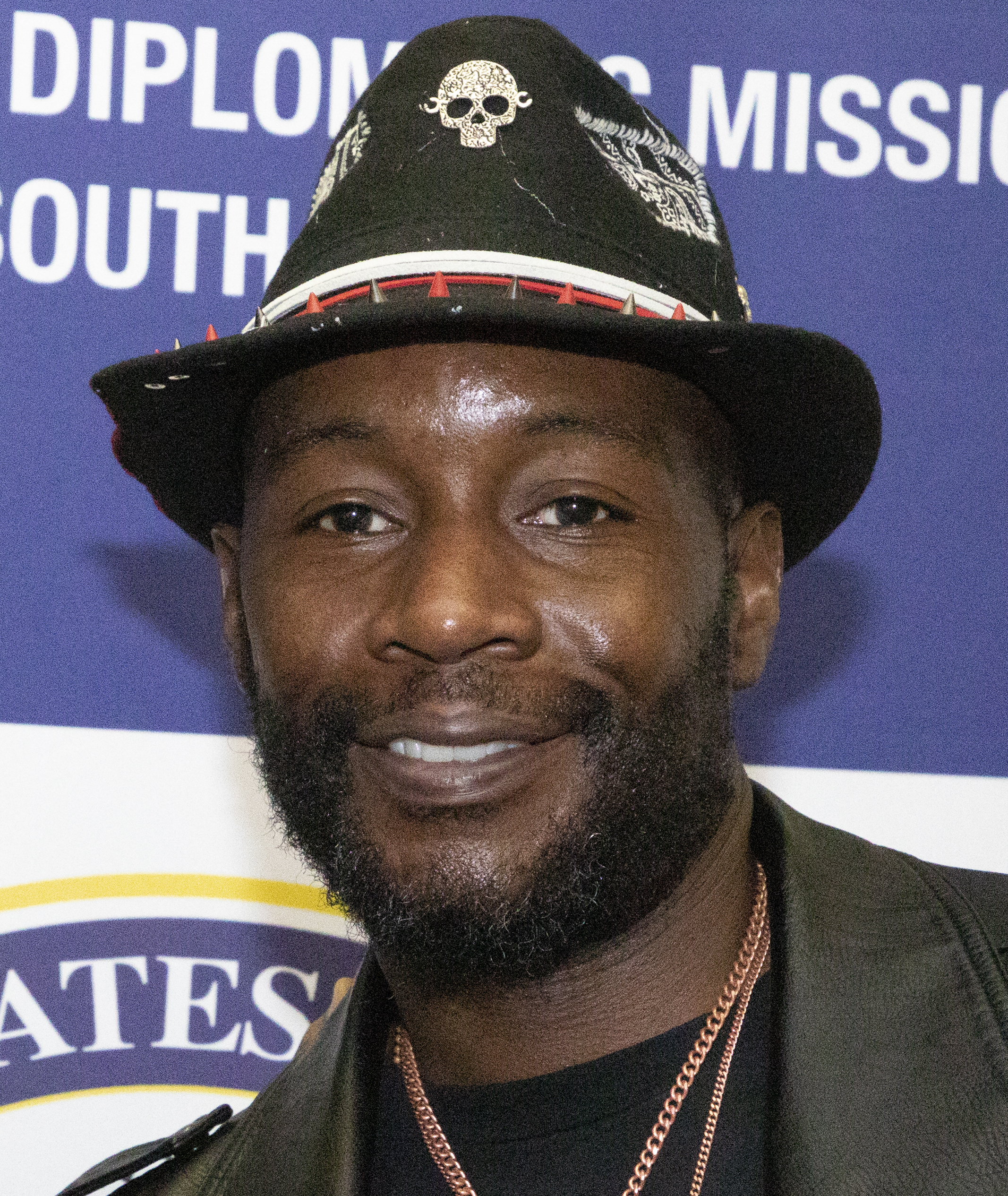
Konshens (2022)

Konshens (* 11. Januar 1985 in Kingston, Jamaika als Garfield Spence) ist ein jamaikanischer Reggae-Künstler aus Kingston.

## Biografie
Zusammen mit seinem älteren Bruder Delus bildet er seit 2005 das Duo Sojah. Sojah veröffentlichten ihr Debütalbum Sons of Jah  im Jahr 2008 beim japanischen Musiklabel P-Vine Japan. 2009 wurde das Album Modern Revolution vom Sojah bei dem österreichischen Label Irievibrations Records veröffentlicht. Im gleichen Jahr traten Sojah beim Chiemsee Reggae Summer und beim Ruhr Reggae Summer auf.
Weitere Bekanntheit erlangte er in Deutschland als Featuregast der Wiener Rapper RAF Camora (Go, Bad Like We, Luxus), Nazar (Nazarfakker, Pt. 2) sowie Chakuza (Monster).
2010 erschien sein erstes Solo-Album Real Talk. Der darauf enthaltene Dancehall-Song Winner erreichte die Spitzenposition der jamaikanischen Singlecharts. 2012 erschien sein zweites Album, Mental Maintenance, bei VP Records.

## Diskografie

### Alben
- 2008: Medi (feat. Delus)
- 2010: Real Talk
- 2012: Mental Maintenance

### Singles
- 2005: Pon di Corner (feat. Delus)
- 2008: Winner
- 2008: Rasta Imposter
- 2009: This Means Money
- 2010: Realest Song
- 2010: Gal Dem a Talk
- 2010: Realest Medz
- 2010/2013: Weak
- 2011: Represent
- 2011: Forward
- 2011: Buss a Blank
- 2011: Touch Back Again
- 2011: Bounce Like a Ball
- 2011: Jamaican Dance
- 2011: Bad Gyal
- 2012: Gal a Bubble
- 2012: Do Sum’n
- 2012: Shat a Fyah
- 2012: Stop Sign
- 2012: Touch Regular
- 2012: Gyal Sidung
- 2012: So Mi Tan
- 2012: On Your Face
- 2012: Mad Mi
- 2012: I’m Coming
- 2013: Jiggle
- 2013: Couple Up
- 2013: U Better Miss Me
- 2013: Walk and Wine
- 2013: Give Praise
- 2013: Depend on You
- 2013: Tan Up An Wuk
- 2013: Show Yourself
- 2013: Pull Up to Mi Bumper (mit J Capri)
- 2013: We a Hustle
- 2013: Sekkle Dung (feat. Raine Seville)
- 2013: Turbo Wine (feat. Rickman)
- 2013: We No Worry Bout Them (feat. Romain Virgo)
- 2013: To Her with Love
- 2014: Weed on Me
- 2014: Forever Young
- 2014: Independent Girl
- 2014: Money (feat. Masicka)
- 2014: Come Get This
- 2014: Touch You
- 2014: Duppy Dem
- 2014: Don Daddy
- 2016: Bruk Off Yuh Back (UK: Silber)
- 2017: Turn Me On

### Gastbeiträge
- 2009: Good Girl Gone Bad (Tarrus Riley feat. Konshens)
- 2009: Go (RAF Camora feat. Konshens; auf Nächster Stopp Zukunft)
- 2010: Monster (Chakuza feat. Konshens; auf Monster in mir)
- 2010: Bad Like We (RAF Camora feat. Konshens & Delus; auf Therapie nach dem Album)
- 2011: Nazarfakker, Pt. 2 (Nazar feat. Konshens; auf Fakker)
- 2012: Luxus (RAF 3.0 feat. Konshens; auf RAF 3.0)
- 2013: Feel So Right (Imposs feat. Konshens)
- 2014: Feels Right (Pleasure P feat. Konshens)
- 2014: Want Dem All (Sean Paul feat. Konshens)
- 2014: Tropical Limelight (Tha Hot$hot & Stekaly feat. Konshens)
- 2015: Policeman (Eva Simons feat. Konshens)
- 2016: No Friend Zone (Mink Jo feat. Konshens)
- 2016: Can’t Wait (Kreesha Turner feat. Konshens)
- 2016: Don’t Let Me Down (Dom Da Bomb & Electric Bodega Remix) (The Chainsmokers feat. Daya & Konshens)
- 2017: Back It Up (Cardi B feat. Konshens & Hoodcelebrityy)
- 2017: Si Tu Lo Dejas (Rvssian feat. Nicky Jam, Arcangel, Farruko und Konshens, US: ×6Sechsfachplatin (Latin) )
- 2018: Oh God (Era Istrefi feat. Konshens)
- 2018: I Don’t Dance (Without You) (Matoma & Enrique Iglesias feat. Konshens)
- 2018: Wine Pon You (Doja Cat feat. Konshens)